# Negro
Negro je značka lékořicových tvrdých bonbonů, populárních především v Maďarsku a Srbsku.

## Historie
Bonbony začal vyrábět roku 1917 maďarský průmyslník židovského původu József Ruff ve své továrně v tehdy ještě uherském městě Szabadka, dnes Subotica v srbské Vojvodině. Po první světové válce se bonbony vyráběly jak v Maďarsku, nejprve od roku 1920 v čokoládovně vybudované vedle pivovaru v budapešťské čtvrti Kőbánya, později v potravinářském závodě ve městě Szerencs, tak i v Jugoslávii, kde roku 1946 výrobu převazala firma Pionir. 
V 80. letech 20. století byla v tehdejší Maďarské lidové republice vyráběná i verze žvýkaček.
Dlouholetý reklamní slogan bonbonů zní A torok kéményseprője, v překladu do češtiny „kominík krku“.
Od roku 2006 je značka Negro ve vlastnictví maďarské potravinářské firmy Győri Keksz Kft., která v září 2018 oznámila, že výrobu těchto bonbonů v Maďarsku skončí a přesune ji od léta roku 2019 do tureckého města Gebze.

## Druhy
- Černé Negro (Classic) – varianta s příchutí anýzu a mentolu.
- Fialové Negro – varianta s příchutí černého rybízu.
- Červené Negro – varianta s příchutí třešně a mentolu.
- Světle modré Negro – extra silná varianta.
- Tmavě modré Negro – varianta s příchutí mentolu.
- Zelené Negro – varianta s eukalyptovým olejem.
- Světle žluté Negro – varianta s příchutí medu a mentolu.
- Tmavě žluté Negro – varianta s příchutí medu bez mentolu.

## Galerie

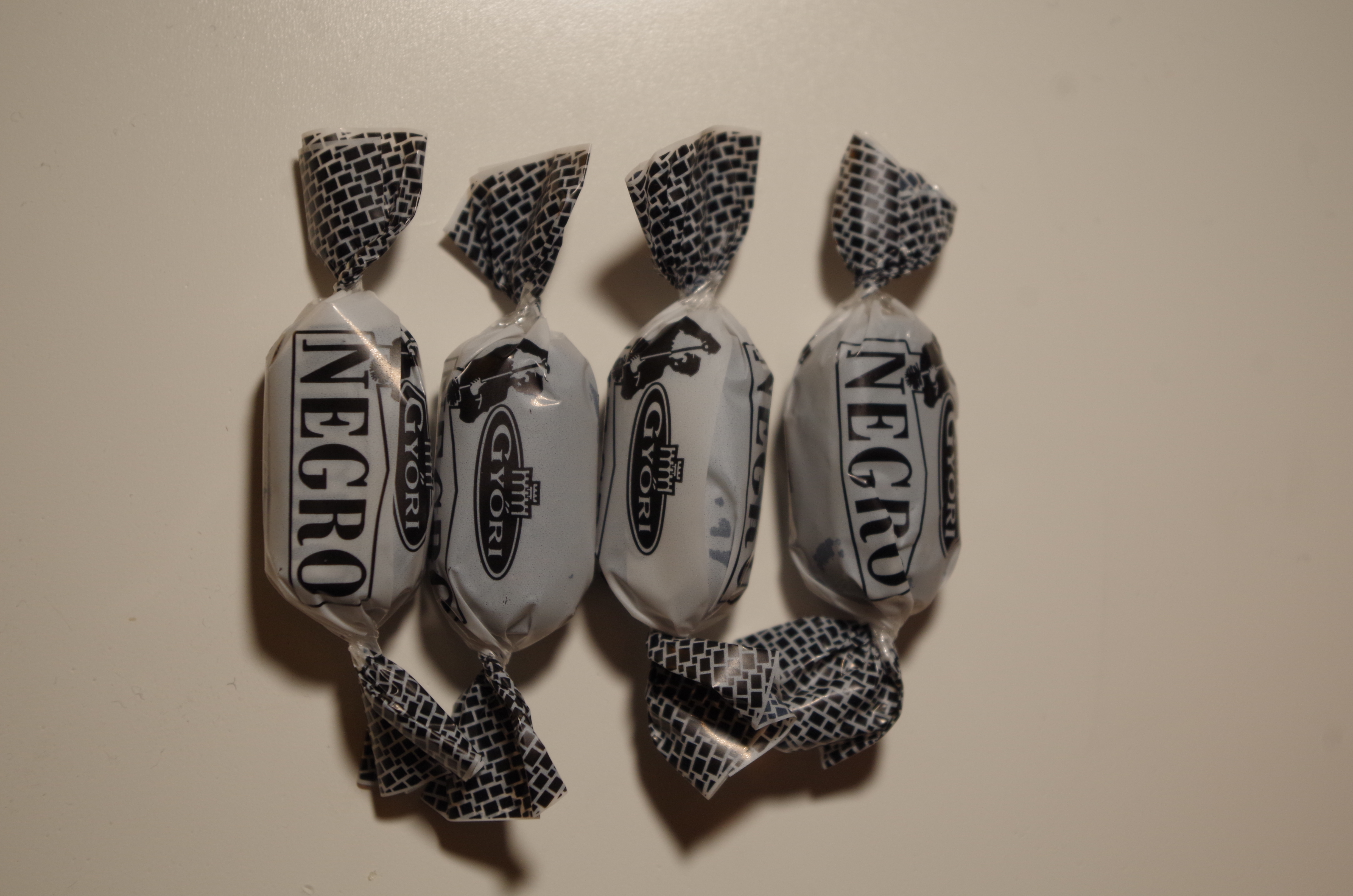
Maďarská verze
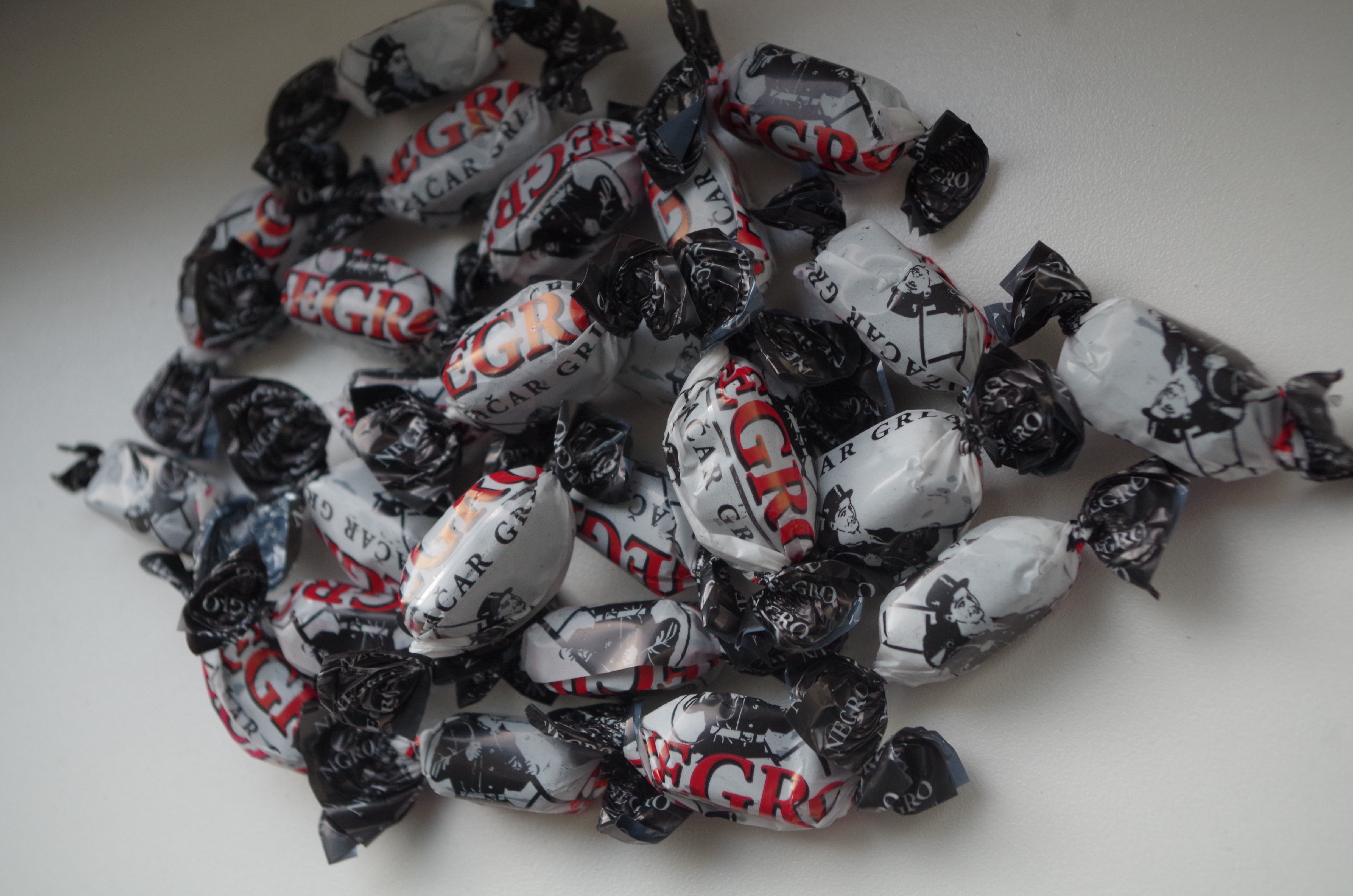
Srbská verze